# 春風〜金色の匂いが僕らをつつんだ日曜日〜
「春風〜金色の匂いが僕らをつつんだ日曜日〜」（はるかぜ きんいろのにおいがぼくらをつつんだにちようび）は、サカノウエヨースケの2枚目のシングル。2001年3月14日にアンティノスレコードよりリリース。

## 解説
前作「SUPER DRIVE」より約3ヵ月後のリリース。また、サカノウエヨースケ自身が作詞作曲をすべて手がけている。収録曲はすべて1枚目のアルバム『TOY』に収録された。

## 収録曲
1. 春風〜金色の匂いが僕らをつつんだ日曜日〜
  - 作詞・作曲：サカノウエヨースケ、編曲：浅倉大介
2. ポンジョンNO18
  - 作詞・作曲：サカノウエヨースケ、編曲：浅倉大介
3. 三毛猫の憂鬱
  - 作詞・作曲：サカノウエヨースケ、編曲：浅倉大介